# Iwan Thomas

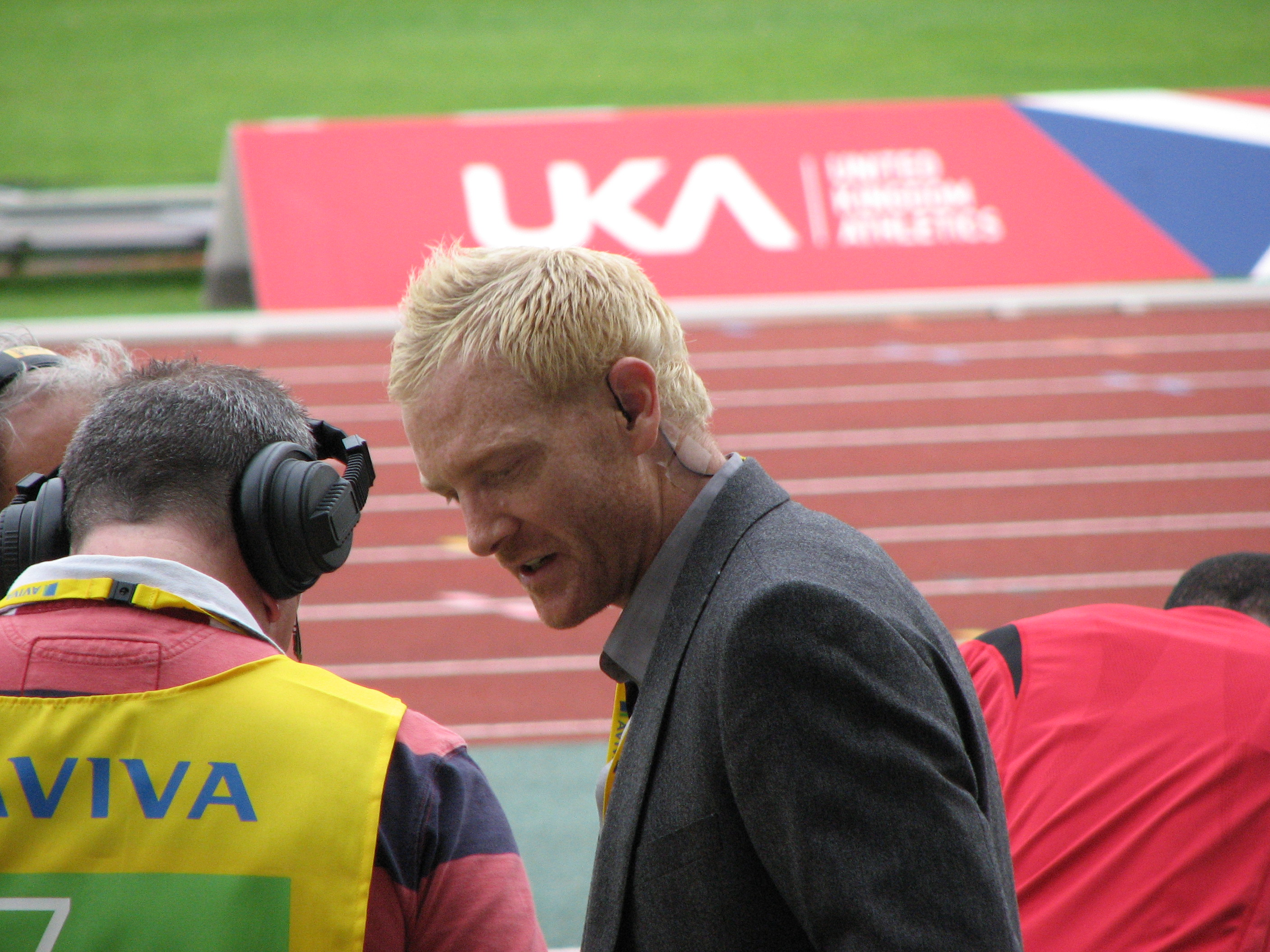
Iwan Thomas (2011)

Iwan Thomas, auch Iwan Gwyn Thomas, (* 5. Januar 1974 in Huntingdon) ist ein ehemaliger britischer Sprinter, dessen Spezialstrecke die 400-Meter-Distanz war. Mit seiner Bestzeit von 44,36 Sekunden aus dem Jahr 1997 war er lange der zweitschnellste Europäer hinter Thomas Schönlebe. Nachdem Matthew Hudson-Smith im August 2023 den Europarekord verbesserte, liegt er diesbezüglich auf Platz 3.

## Karriere
Iwan Thomas begann als BMX-Fahrer. Er gehörte zur europäischen Spitze, wechselte aber 1992 zur Leichtathletik.
Bei den Commonwealth Games 1994 in Victoria (Kanada) stand er erstmals in einem großen Finale und kam mit der walisischen Stafette auf den siebten Platz in der 4-mal-400-Meter-Staffel. Mit dem britischen Team gewann er in derselben Disziplin 1994 Bronze bei den U23-Europameisterschaften.
1996 lief er erstmals unter 45 Sekunden. Bei den Olympischen Spielen 1996 in Atlanta wurde er in 44,70 s Fünfter über 400 Meter. Die britische Stafette in der Besetzung Thomas, Jamie Baulch, Mark Richardson und Roger Black gewann in 2:56,60 min Silber hinter dem US-Quartett.
1997 lief Iwan Thomas in Birmingham 44,36 s und verbesserte damit den britischen Rekord von Roger Black um eine Hundertstelsekunde. Bei den  Weltmeisterschaften in Athen wurde Thomas in 44,52 s Sechster. Die britische Stafette in der Besetzung Thomas, Black, Baulch und Richardson lief in 2:56,65 min auf dem zweiten Platz hinter der Mannschaft aus den USA und vor dem Team aus Jamaika ein. 2008 annullierte die IAAF sämtliche Resultate des US-Amerikaners Antonio Pettigrew seit dem 1. Januar 1997 wegen seiner Dopinggeständnisse, so dass die Briten nachträglich zum Weltmeister erklärt wurden.
In Budapest bei den Europameisterschaften 1998 errang Thomas zwei Titel. Über 400 Meter gewann er in 44,52 s mit einer halben Sekunde Vorsprung auf den zweitplatzierten Robert Maćkowiak und Mark Richardson auf dem dritten Rang. Die britische Stafette in der Besetzung Mark Hylton, Baulch, Thomas und Richardson siegte in 2:58,68 min vor dem Team aus Polen. Einen Monat später bei den Commonwealth Games 1998 in Kuala Lumpur siegte Thomas erneut in 44,52 s vor Richardson in 44,60 s. Das Staffelfinale gewann Jamaika vor England und Wales, wobei neben Baulch und Thomas noch Paul Gray und Doug Turner für Wales liefen.
1999 trat Iwan Thomas wegen einer Verletzung nicht an. Ein Jahr später bei den Olympischen Spielen in Sydney wurde die britische Stafette mit Thomas Sechste. Bei den Weltmeisterschaften 2001 in Edmonton schied Thomas im Halbfinale über 400 Meter aus und wurde mit der britischen Stafette Sechster. Seine letzte Medaille gewann Thomas bei den Commonwealth Games 2002 in Manchester, als er mit der walisischen Stafette Zweiter wurde.
Iwan Thomas ist 1,88 m groß und wog in seiner aktiven Zeit 80 kg. Er startete für die Newham & Essex Beagles. Nach seiner erfolgreichsten Saison 1998 wurde ihm der Titel MBE verliehen.

## Bestzeiten
- 200 m: 20,87 s, 30. August 1997, Bedford
- 400 m: 44,36 s, 13. Juli 1997, Birmingham (britischer Rekord)
  - Halle: 46,55 s, 10. Februar 1996, Birmingham